# Список автовиробників Чехії
Це список діючих та ліквідованих автомобільних виробників Чехії.

## Діючі Виробники
Чеські великі:

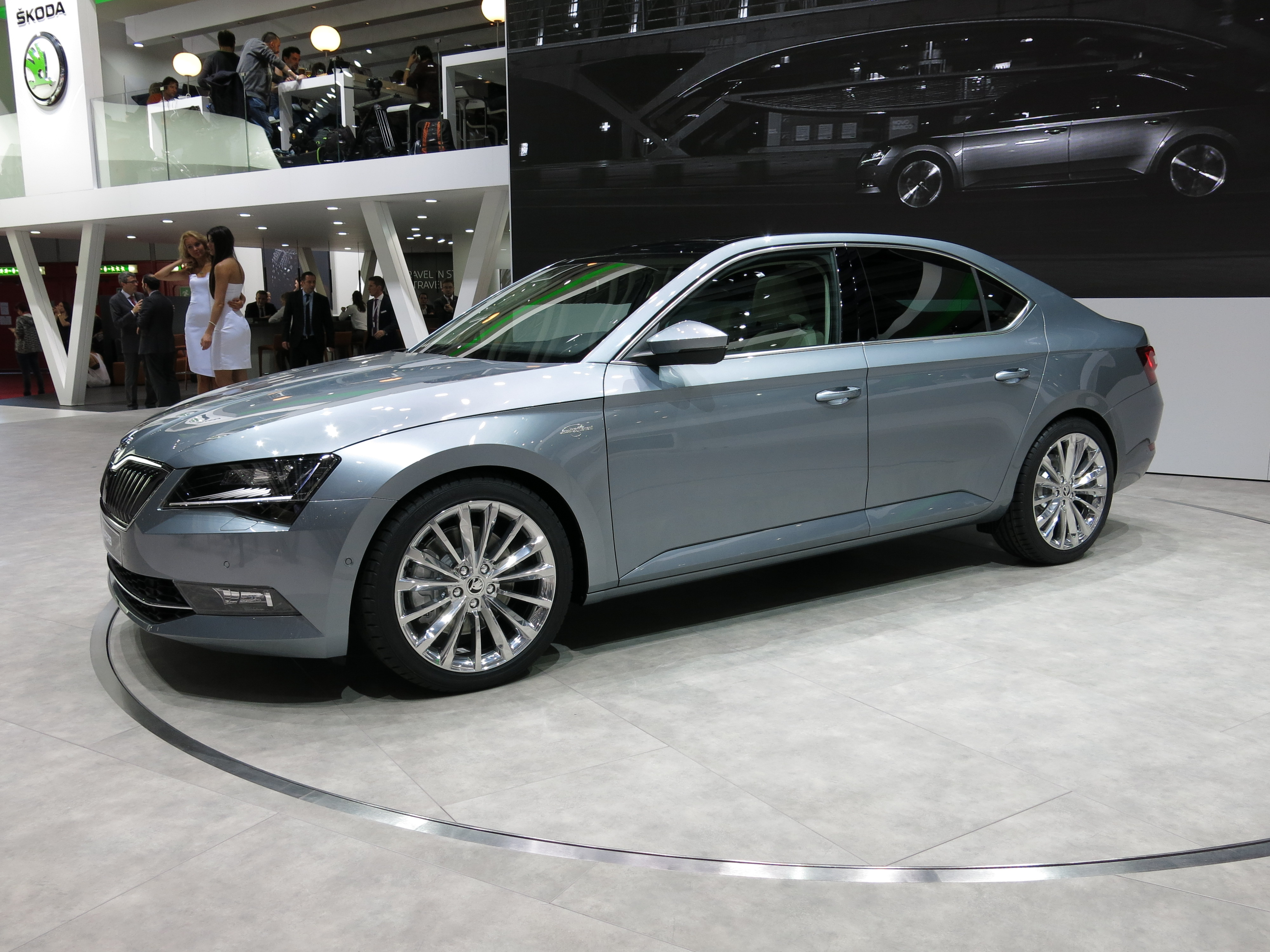
Škoda Superb B8 (2015—наш час) — представницька модель Škoda

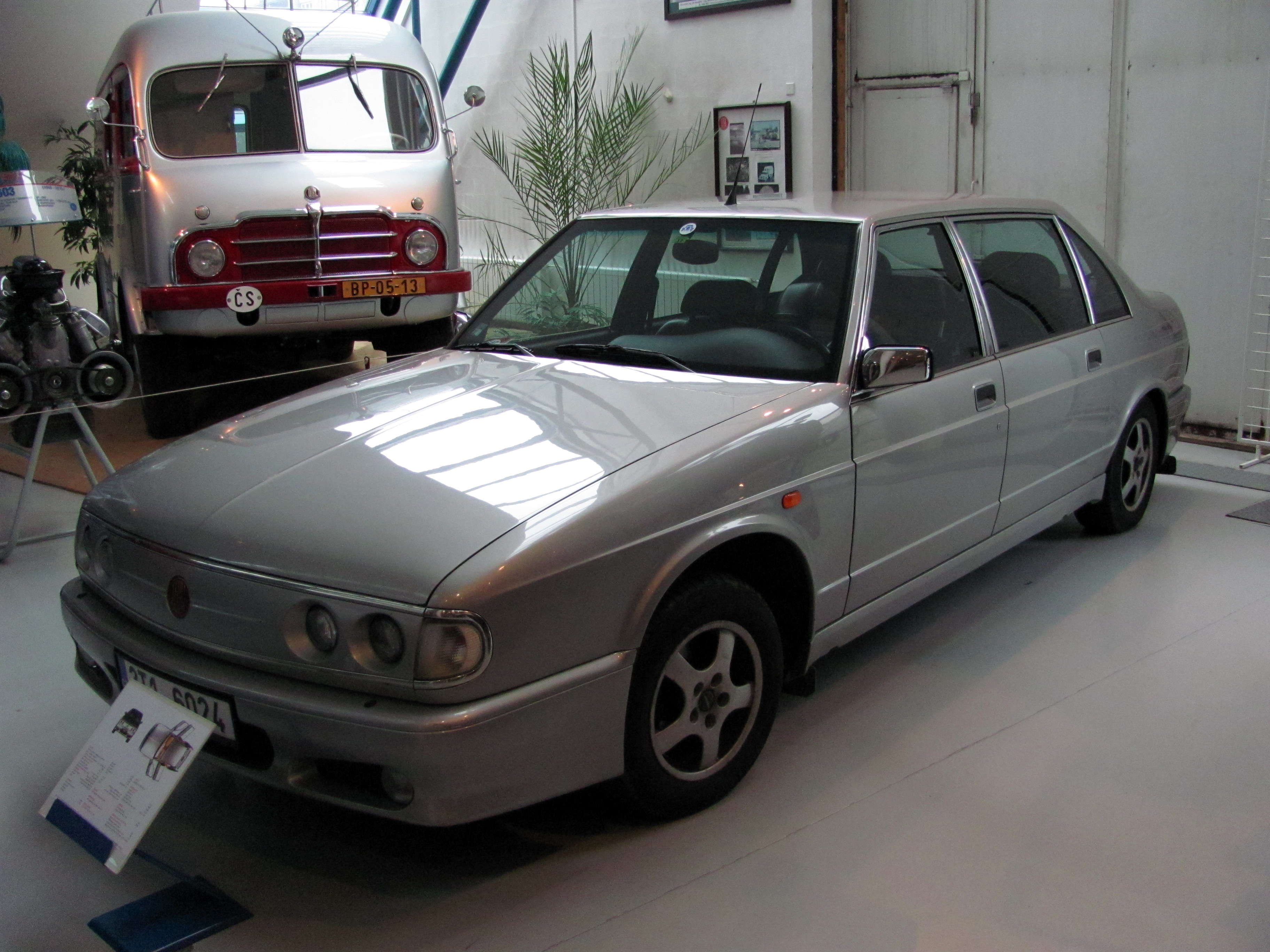
Tatra 700 (1996—1999) — остання легкова модель марки

- Škoda Auto (в 1895—1925 роках Laurin & Klement; з 1925 і по наш час Škoda Auto)
- Tatra (в 1897—1919 роках Nesselsdorfer Wagenbau-Fabriks-Gesellschaft A.G. (NW); з 1919 і по наш час Tatra)

Чеські малі:
- Karosa (1948—наш час)
- Gordon (1997—наш час)
- Kaipan (1997—наш час)
- MTX (1970—наш час)
- Praga-Export (2011—наш час)
- Velorex-X-Strike (2010—наш час)
- Hoffmann&Novague (2015—наш час)

Іноземні:
- Hyundai Czech Republic (2006—наш час)
- Toyota Peugeot Citroën Automobile Czech (2002—наш час)

## Ліквідовані Виробники
- Aero (1929—1947)
- Aspa (1924—1925)
- Avia (1946—2012)
- C.A.S. (1920)
- Disk (1924)
- Ecora
- Elpo
- Enka (1926—1930)
- ESO (1957)
- FRM (1935)
- Gatter (1926—1937)
- Gnom (1921—1924)
- Hakar
- ISIS (1922—1924)
- Jawa (1929—прибл. 1972)
- K.A.N.[de] (1911—1914)
- Kolowrat (прибл. 1920)
- Kohout (1905)
- Kroboth (1930—1933)
- Laurin & Klement (1895—1925)
- LIAZ (1907—2009)
- Linser (1906)
- Magda (1948)
- Myron (1934)

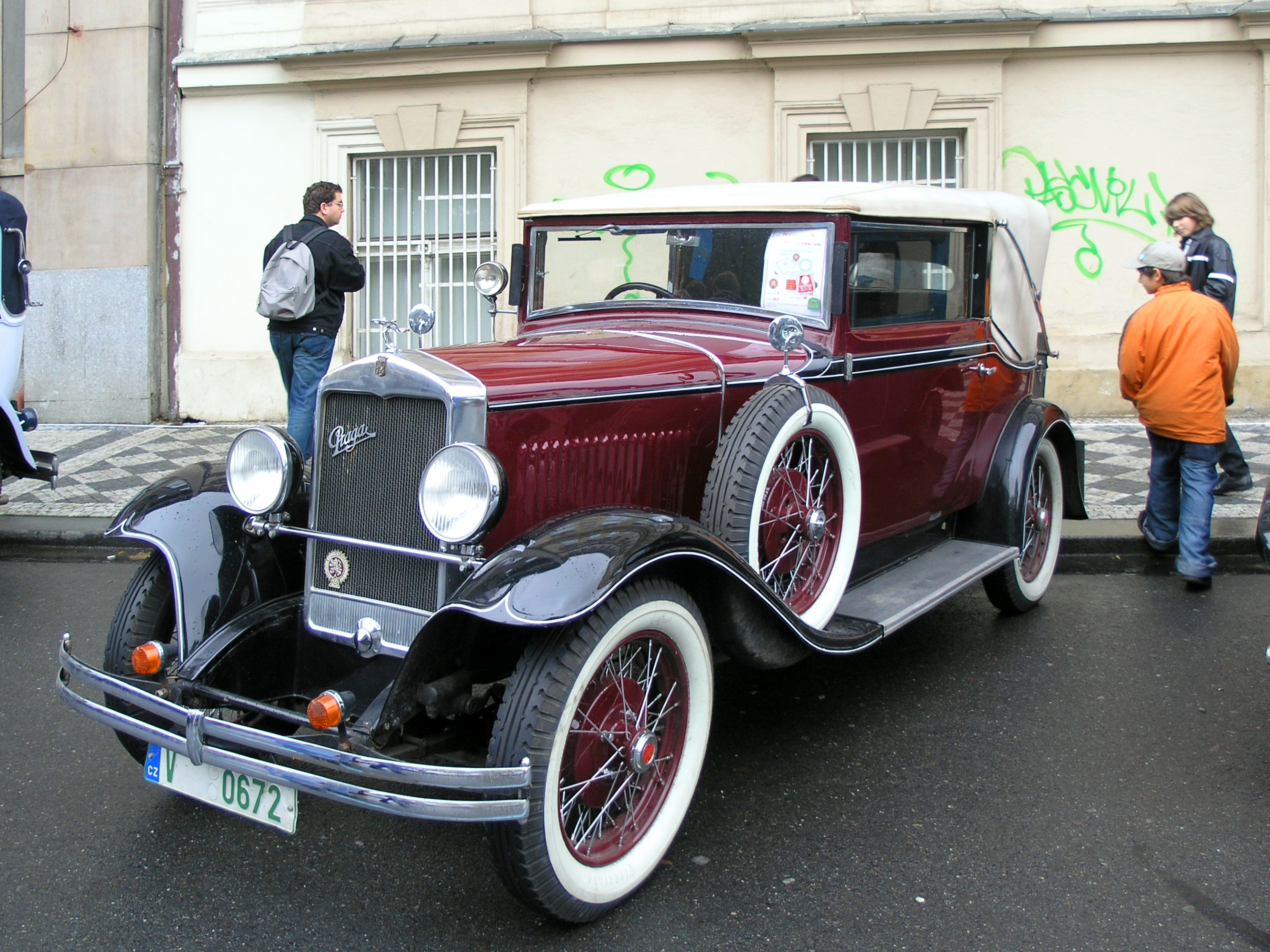
Praga Alfa був першим чеським серійним автомобілем, який досяг швидкості 100 км/год

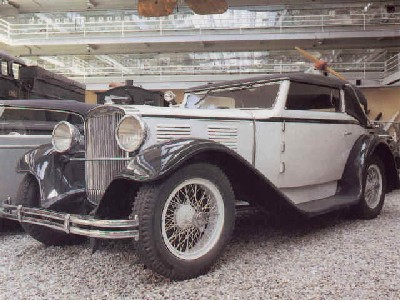
Walter Royal був найдорожчим чехословацьким автомобілем

- Nesselsdorfer Wagenbau-Fabriks-Gesellschaft A.G. (NW) (1897—1919)
- Orion (1930)
- Panek (1921)
- Praga (1907—1935)
- Premier (1913—1914)
- RAF (1907—1913)
- Ringhoffer (1923)
- RULO
- Sibrava (1921—1929)
- Slatinany (1912)
- Start (1921—1931)
- Stelka (1920—1922)
- Trimobil (1922)
- Vaja (1929—1930)
- Vechet (1911—1914)
- Velox (1907—1910)
- Velorex (1951—1971)
- Walter (1911—1954)
- Wikov (1925—1937)
- Zbrojovka Brno (1923—1936)